# Občina Škocjan

Občina Škocjan - Jihovýchodní slovinský region

Občina Škocjan je jednou z 212 občin ve Slovinsku. Rozkládá se v Jihovýchodním slovinském regionu a je jednou z 21 občin tohoto regionu. Její rozloha je 60,4 km² a v lednu 2014 [zdroj?] zde žilo 3221 lidí [zdroj?]. Správním centrem občiny je vesnice [zdroj?] Škocjan. V občině je celkem 39 vesnic[zdroj?].

## Poloha, popis
Sousedními občinami jsou: Sevnica na severu a severovýchodě, Krško na východě, Šentjernej na jihu, Šmarješke Toplice na západě,

## Vesnice[zdroj?]v občině
Bučka, Čučja Mlaka, Dobrava pri Škocjanu, Dobruška vas, Dolenje Dole, Dolenje Radulje, Dolnja Stara vas, Dule, Gabrnik, Gorenje Dole, Gorenje Radulje, Goriška Gora, Goriška vas pri Škocjanu, Gornja Stara vas, Grmovlje, Hrastulje, Hudenje, Jarčji Vrh, Jelendol, Jerman Vrh, Klenovik, Mačkovec pri Škocjanu, Male Poljane, Močvirje, Osrečje, Ruhna vas, Segonje, Stara Bučka, Stopno, Stranje pri Škocjanu, Škocjan, Štrit, Tomažja vas, Velike Poljane, Zaboršt, Zagrad, Zalog pri Škocjanu, Zavinek, Zloganje.